# Гринчак Іван Пантелеймонович
Іван Пантелеймонович Гринча́к (нар. 30 березня 1956, Княже) — український майстер художнього оброблення шкіри; член Національної спілки художників України з 2000 року.

## Біографія
Народився 30 березня 1956 року в селі Княжому (нині Коломийський район Івано-Франківської області, Україна). 1981 року закінчив Косівський технікум народних художніх промислів, де навчався у М. Книшука, В. Чіха.
Після здобуття фахової освіти працював на Чернівецькому художньо-виробничому комбінаті: з 1995 року — художник; від 2000 року — художник підприємства «Реставратор Буковини».
Мешкає у селі Залуччі Коломийського району Івано-Франківської області.

## Творчість
Працює у галузі художнього оброблення шкіри, створює сумки, пояси, книжкові оправи, скриньки. Серед робіт:
- пояс-черес «Карпатський» (1986);
- сумки «Смерічка» (1983), «Гуцульська» (1987), «Українська» (1988), «Весна» (1993);
- книга відгуків (1989);
- постоли (1992);
- декоративні панно «Весна» (1994), «Сон» (2004).

Бере участь в обласних, всеукраїнських мистецьких виставках з 1986 року. Персональна виставка відбулася у Чернівцях у 2004 році. У 2002 році став лауреатом 12-го міжнародного гуцульського фестивалю.
Вироби майстра зберігаються у Музеї народної архітектури та побуту України в Києві, Тернопільському краєзнавчому музеї, Чернівецькому художньому музеї, Ізмаїльській картинній галереї.